# Viva la noche
Viva la noche es el álbum debut de la cantante chilena Karen Paola, publicado en octubre de 2004 por la discográfica Music World. El álbum vendió más de 40.000 copias, alcanzando la certificación de doble disco de platino.

## Listado de canciones
1. Te pertenezco (Original de Ambra)
2. Besa mi piel (Original de Natalia)
3. Dime (Original de Beth)
4. Viva la noche (Original de Ainhoa)
5. Ven ven ven (Original de Sex bomb)
6. Bum bum bum (Original de Las primas Bambu)
7. Yo no soy esa (Original de Mari Trini)
8. Ese hombre (Original de Rocio Jurado)
9. Quiero llenar tu vida
10. Solo una vez más
11. Toma que toma (Original de Conchi Cortes)
12. Caballos y pollitos en ronda
13. El Baile De La Ola
14. Karen mix... by DJ amiguito
15. Ven ven ven (karaoke)
16. Viva la noche (karaoke)
17. Bum bum bum (karaoke)
18. Yo no soy esa (karaoke)
19. Ese hombre (karaoke)

## Certificaciones
| País    | Proveedor       | Peak | Certificación | Ventas |
| ------- | --------------- | ---- | ------------- | ------ |
| AMERICA |                 |      |               |        |
| Chile   | Feria del Disco | 1    | Platino x2    | 40,000 |